# 梅峰
梅峰（1968年—），浙江湖州人，中国电影编剧、导演，北京电影学院文学系副教授。编剧作品有《紫蝴蝶》（文学策划）、《颐和园》（与娄烨、耐安合作）、《春风沉醉的夜晚》、《浮城谜事》、《六人晚餐》。其中《春风沉醉的夜晚》获得2009年第62届戛纳电影节最佳编剧奖。《浮城谜事》获得第7届亚洲电影大奖最佳编剧奖。2016年凭导演处女作《不成问题的问题》获得第53届金马奖最佳改编剧本奖。